# Apicomplexa
Apicomplexa Levine, 1970 è un subphylum di protozoi che comprende organismi endoparassiti, composti in gran parte da un'unica cellula, e dotati di strutture adatte a penetrare nelle cellule di altri esseri viventi e nutrirsene. Il loro nome (dal latino apex (sommità) e complexus (proteso)) deriva dal cosiddetto complesso apicale, una struttura cellulare fatta di fibrille, microtubuli o altri organelli cellulari con il quale questi organismi si introducono nelle cellule degli animali ospiti. In questo insieme sono raggruppate due classi, Sporozoea, suddivisa a sua volta in tre sottoclassi Gregarinia, Coccidea e Hematozoa, e la classe Perkinsea.
Questo gruppo di protozoi si riproduce sessualmente tramite cellule aploidi o tramite cellule diploidi. Il ciclo di vita di questi protozoi può essere molto complesso e richiede diversi organismi ospite. All'interno di questo gruppo esistono numerosi protozoi di fondamentale importanza per l'uomo e diversi animali domestici in quanto portatori di numerose patologie umane e animali, quali la malaria provocata dai protozoi del genere Plasmodium e la toxoplasmosi provocata dal parassita Toxoplasma gondii.

## Forma e funzioni
In generale la forma esterna di questi protozoi è di difficile caratterizzazione e va dall'amorfismo (molto simile alle amebe) alla classica forma a goccia. Nel periodo della riproduzione sessuale essi assumono una forma flagellare e i gameti possono variare in grandezza.
Internamente la caratteristica più importante è data sicuramente dal complesso apicale posto nella parte anteriore ed è composto di cinque parti. Da uno o più anelli polari, da un conoide posto all'interno dell'anello polare e composto da vari microtubuli a forma di serpentina, da una serie di micronemi, ovvero organelli di forma tubulare che si sviluppano longitudinalmente, da altri organelli detti roptrie e infine da microtubuli subpellicolari che partono dall'anello polare e si dipanano verso l'interno del protozoo. Le funzioni specifiche di ogni organello che compone il complesso apicale sono tuttavia ancora in fase di studio e restano sconosciute. Tuttavia si ipotizza che le roptrie siano organi addetti alla secrezione di particolari sostanze che collaborano insieme agli altri organelli del complesso apicale per la penetrazione delle cellule dell'organismo ospite di questi parassiti.